# Desa Poja (administrativ by i Indonesien, Jawa Timur)
Desa Poja är en administrativ by i Indonesien.   Den ligger i provinsen Jawa Timur, i den västra delen av landet, 800 km öster om huvudstaden Jakarta. Desa Poja ligger på ön Madura.